# San Clemente, California
San Clemente, California là một thành phố ở quận Cam, tiểu bang California, Hoa Kỳ. Dân số là 63.522 tại điều tra dân số năm 2010. Nằm trên bờ biển California, nằm giữa Los Angeles và San Diego ở mũi phía nam của quận, nó được biết đến với quang cảnh biển, đồi, núi của nó, khí hậu dễ chịu và phong cách kiến trúc thuộc địa của Tây Ban Nha. Slogan thành phố San Clemente là "Làng Tây Ban Nha bên biển". Hoa chín thức của thành phố là hoa giấy; cây thành phố chính thức, vong nem.